# Gest Kozakiewicza

Gest Kozakiewicza

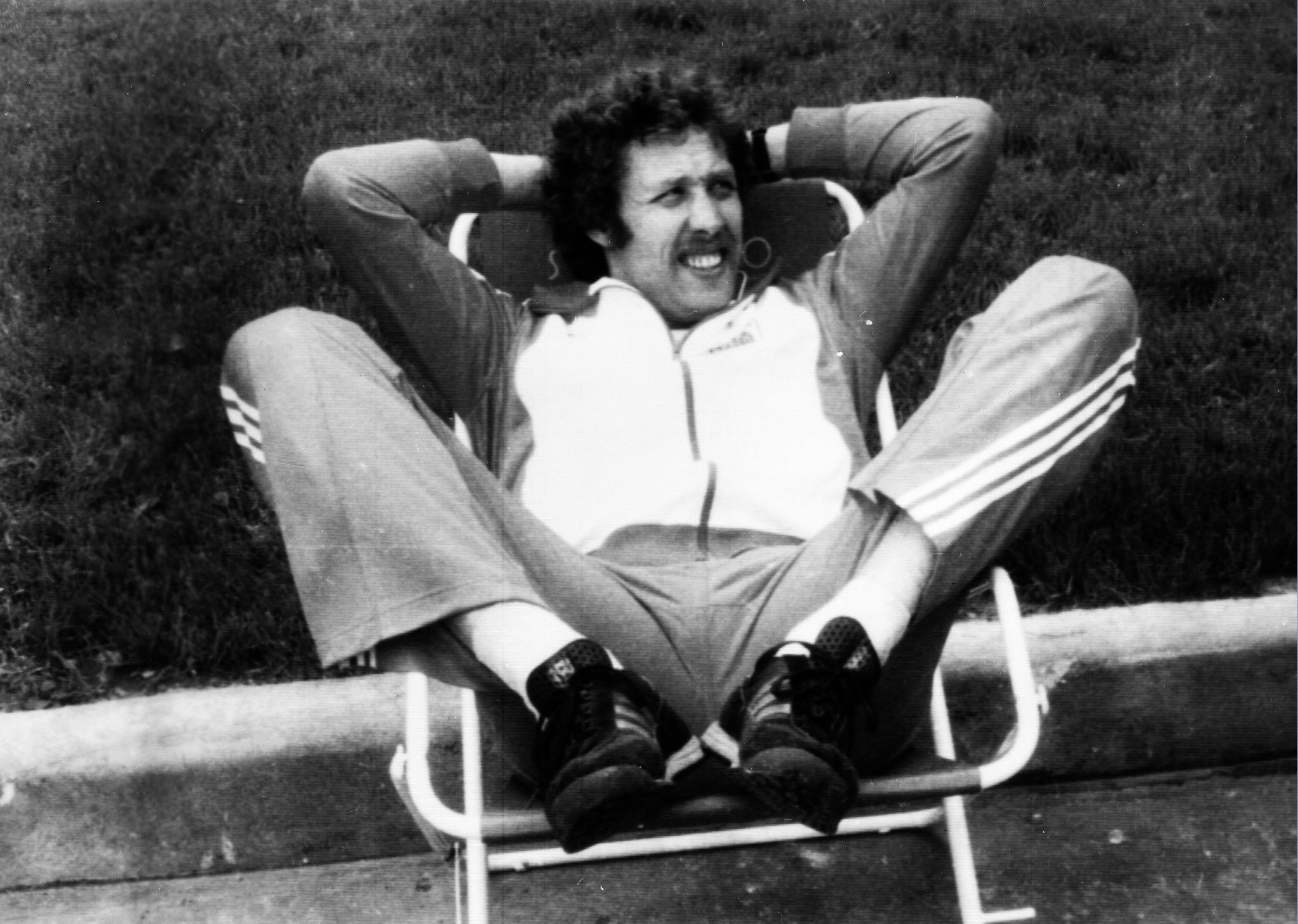
Władysław Kozakiewicz podczas igrzysk olimpijskich w Moskwie

Gest Kozakiewicza – potoczna polska nazwa obraźliwego gestu (znanego też jako „wał”), który polega na zgięciu jednej ręki w łokciu i złapaniu jej ramienia drugą ręką. Gest ten wywodzi się od francuskiego „bras d’honneur” (ramię honoru), obscenicznego w swej wymowie poprzez upodobnienie do fallusa.
Jest on łączony z polskim tyczkarzem Władysławem Kozakiewiczem, który na Letnich Igrzyskach Olimpijskich w Moskwie w 1980 roku pokazał go dwukrotnie wygwizdującej go radzieckiej publiczności po oddaniu udanych skoków na wysokość 5,70 i 5,75 metra. Później oddał jeszcze skok na wysokość 5,78 metra, który zagwarantował mu złoty medal olimpijski, będąc jednocześnie rekordem świata.
Zdjęcie Kozakiewicza obiegło prasę na całym świecie (oprócz polskiej i radzieckiej). Ambasador ZSRR w Polsce Ludowej Borys Aristow domagał się odebrania Polakowi medalu, unieważnienia rekordu oraz dożywotniej dyskwalifikacji za obrazę narodu radzieckiego. Polskie władze tłumaczyły gest skurczem mięśnia tyczkarza, który miał być spowodowany sporym wysiłkiem. Kolejne tłumaczenie mówiło, że gest ten pokazywał pokonanie poprzeczki, inne, że w ten sposób Kozakiewicz okazał radość. Sportowiec został za to ukarany zatrzymaniem paszportu.